# Elmwood Park (Illinois)
Elmwood Park – wieś położona na północny zachód od Chicago w hrabstwie Cook w stanie Illinois, w Stanach Zjednoczonych. Miasto znane jako Mała Italia.

## Demografia
W 2000 r. Elmwood Park zamieszkiwało 25 405 osób, z czego wielu jest pochodzenia włoskiego, latynoskiego i polskiego. W 2023 r. liczba mieszkańców spadła do 23 369 osób, a gęstość zaludnienia poniżej 4770 osób/km².

## Miasta partnerskie
- Frosinone,  Włochy